# John Gallagher Jr.
John Howard Gallagher Jr. (ur. 17 czerwca 1984 w Wilmington) – amerykański aktor teatralny, filmowy i telewizyjny, a także muzyk.

## Życiorys
W dzieciństwie odgrywał rolę Toma Sawyera w Delaware Children’s Theatre. Zajął się także działalnością muzyczną, występując w zespołach Not Now Murray, What Now, Annie’s Autograph oraz Old Springs Pike.
W 2006 debiutował na Broadwayu w sztuce Rabbit Hole. W tym samym roku wystąpił w Przebudzeniu wiosny, co przyniosło mu nagrodę Tony dla najlepszego aktora drugoplanowego. Zagrał następnie w American Idiot i w Jerusalem, a także w kilku produkcjach w ramach Off-Broadwayu.
W produkcjach filmowych debiutował w 2001. Występował w pojedynczych epizodach różnych seriali, zagrał też w Co nas kręci, co nas podnieca Woody’ego Allena. W 2012 otrzymał jedną z głównych ról w serialu Newsroom, a w 2014 wcielił się w postać syna tytułowej bohaterki miniserialu Olive Kitteridge.

## Filmografia
- 2001: The Flamingo Rising
- 2002: Prawo i porządek (serial TV)
- 2002: Prezydencki poker (serial TV)
- 2003: Nie ma sprawy (serial TV)
- 2003: Nowojorscy gliniarze (serial TV)
- 2003: Wizyta u April
- 2004: Prawo i porządek: Zbrodniczy zamiar (serial TV)
- 2006: Mr. Gibb
- 2009: Co nas kręci, co nas podnieca
- 2009: Prawo i porządek: sekcja specjalna (serial TV)
- 2010: Jonah Hex
- 2012: Margaret
- 2012: Newsroom (serial TV)
- 2013: Short Term 12
- 2014: Olive Kitteridge (miniserial)
- 2016: Cloverfield Lane 10
- 2016: Eksperyment Belko
- 2018: Smak zemsty. Peppermint
- 2018: Złe wychowanie Cameron Post
- 2020: Westworld (serial TV)